# John DeCuir
John DeCuir (ur. 4 czerwca 1918 w San Francisco; zm. 29 października 1991 w Santa Monica) – amerykański scenograf filmowy, trzykrotny zdobywca Oscara za najlepszą scenografię. Sławę i uznanie zdobył dzięki wystawnym dekoracjom do wysokobudżetowych hollywoodzkich superprodukcji, których szkice tworzył w postaci akwareli.

## Życiorys
Chociaż rodzice widzieli go w przyszłości jako profesjonalnego skrzypka, młody John ukończył studia plastyczne w Chouinard Art Institute w Los Angeles. Karierę w filmie rozpoczął w latach 30. od przygotowywania szkiców scenograficznych. W latach 1938–1949 pracował jako scenograf dla wytwórni Universal Pictures, po czym w latach 1949-1962 znalazł zatrudnienie w 20th Century Fox. 
Był jednym z pierwszych w swojej branży, którzy pracowali w systemie CinemaScope. W czasie swojej długoletniej kariery współtworzył 58 filmów, reprezentujących różnorodne gatunki filmowe: kryminały (Nagie miasto, 1948), dramaty (Moja kuzynka Rachela, 1952), widowiska kostiumowe (Szata, 1953), musicale (Tajemniczy opiekun, 1955) i komedie (Pogromcy duchów, 1984). 
Do historii kina przeszły jego wystawne, nagrodzone Oscarem dekoracje do filmu Kleopatra (1963) Josepha L. Mankiewicza. To historyczno-kostiumowe widowisko, będące ówcześnie najdroższym w dziejach kina, przyniosło DeCuirowi nieoficjalne miano "hollywoodzkiego Da Vinciego". Na potrzeby filmu zaprojektował on ponad 70 spektakularnych dekoracji, w tym m.in. replikę Forum Romanum i Sfinksa oraz dwupiętrową barkę Kleopatry, której budowa we Włoszech przyczyniła się do nagłego niedoboru materiałów budowlanych w tym kraju.
Trzykrotny laureat Oscara za najlepszą scenografię do filmów: Król i ja (1956) Waltera Langa, Kleopatra (1963) Josepha L. Mankiewicza i Hello, Dolly! (1969) Gene'a Kelly'ego. Ogółem był nominowany do tej nagrody 11 razy.
Poza kinem tworzył również scenografię dla teatru i opery, uczestniczył także w projektowaniu parków rozrywki. W jego ślady poszedł również syn John DeCuir Jr., który także został scenografem filmowym.